# مجتهد
«مجتهد» برگرفته از «اجتهاد» (به معنای تلاش) است. در اصطلاح اسلامی، مجتهد یا فقیه به فردی گفته می‌شود که در علم فقه توانایی استنباط احکام شرعی فرعی را از منابع معتبر داشته باشد. یا به عبارت دیگر، کسی که می‌کوشد تا احکام شرعی را از منابع فقهی اسلام، یعنی قرآن، سنت، عقل و اجماع بیاموزد.

البته جمعی از فقهای شیعه اجماع را از این مجموعه استثناء کرده و منابع فقه شیعه را تنها شامل قرآن، سنت می‌دانند، جریان حدیث گرای اخباریون نظریه تقلید و مرجعیت را رد می‌کنند. آنها مدعی اند تقلید و اجتهاد در روایات امری مذموم است. آن‌ها به حدیثی از جعفر صادق استناد می‌کنند مبنی بر اینکه از تقلید بپرهیزید که هرکس در دینش تقلید کرد هلاک شد.

## شرایط اجتهاد
مجتهد به کسی گفته می‌شود که در پرتو تحصیلات عالیه خود در علوم فقه، اصول فقه، قواعد فقهیه، علم رجال، درایه، منطق، ادبیات، حدیث‌شناسی و تفسیر قرآن، بتواند احکام شرعی فرعی را از منابع آن که بیان شد، استخراج و استنباط نماید. همچنین سید محمد جواد غروی معتقد است که مجتهد باید در احکام إلهی به علم یقینی برسد، زیرا احکامی را که خداوند مقرر فرموده همه تعلیلی است و بنا بر حکمتی آنها را معین کرده‌است که متضمن مصالح خلق می‌باشد.
برای مجتهد شدن، شخص باید دوره‌های تحصیلی خاصی را در زمینه علوم یادشده طی کند. این دوره‌ها به سه بخش بدین شرح تقسیم می‌شوند: الف- دوره مقدمات، ب- دوره سطح عالی، ج- دوره درس خارج.

## تاریخچه اجتهاد
کلمه اجتهاد در طول تاریخ اسلام، دارای معانی مختلف و احیاناً متناقضی بوده‌ است.
در زمان صدر اسلام و در عصر امامان شیعه و اصحاب آنان، اجتهاد به معنای «عمل به رأی شخصی» تلقی می‌شد؛ به همین دلیل، سخنانی از فقیهان آن دوران در مذمت اجتهاد رسیده‌ است؛ مثلاً مفید (متوفای سال ۴۱۳ هجری) کتابی با نام «النقض علی ابن الجنید فی اجتهاد الرای» نوشته که در آن، «اجتهاد به رأی» را رد نموده‌ است؛ نمونه دیگر اینکه سید مرتضی (متوفای سال ۴۳۶ هجری) در کتابی به نام «الذریعه» نوشته است: «اجتهاد باطل است و امامیه، عمل به ظن و رأی و اجتهاد را جایز نمی‌دانند».
اما از قرن هفتم هجری، کلمه اجتهاد و مجتهد، معنای دیگری به خود گرفته است و به معنای «بذل تلاش برای استنباط احکام شرعی از منابع و دلائل فقه اسلامی» به کار برده شد؛ به همین دلیل، محقق حلی (متوفای سال ۶۷۶ هجری) در کتاب خود به نام «المعارج»، تحت عنوان «حقیقة الاجتهاد» چنین نوشته است: «و هو فی عرف الفقهاء بذل الجهد فی استخراج الأحکام الشرعیّة، و بهذا الاعتبار یکون استخراج الأحکام من أدلّة الشرع اجتهاداً»؛ یعنی "اجتهاد در عرف فقیهان، بذل کوشش در امر استخراج احکام شرعی است و به این اعتبار، استخراج احکام از دلائل شرعی‌اش اجتهاد می‌باشد".

## انواع اجتهاد
اجتهاد را با توجه به تاریخچه آن در دو معنا به کار می‌برند:
- اجتهاد از راه نظر[۳] یا اجتهاد به معنای خاص[۴] که منظور از آن همان قیاس است و در کتب فقهی و اصولی شیعه با تعبیرهای «اجتهاد سنی»، «اجتهاد باطل»، «اجتهاد حرام»، «اجتهاد قیاسی»، «اجتهاد مذموم» و «اجتهاد رای» از آن یاد و نهی شده‌ است.[۵][۶][۷]
- اجتهاد در دایره نص[۳] یا اجتهاد به معنای عام[۸][۹] که همان کوشش برای استخراج احکام شرعی از ادله شرعی آن است[۱۰][۱۱] و فقها و اصولی‌ها آن را همراه یا بدون یکی از قیدهای[۹] «ظن»،[۱۲] «فقیه»،[۱۳] «علم»[۱۴] و «ملکه»[۱۵] تعریف می‌کنند. این نوع از اجتهاد مورد پذیرش علمای شیعه می‌باشد.[۱۶]

## مجتهد متجزّی
به کسی که توانایی استخراج پاره‌ای از احکام فقهی را پیدا کند مجتهد متجزی می‌گویند. بعضی فقها مانند علامه حلی و شهید اول و شهید دوم به آن قائل هستند بعضی دیگر آن را منع کرده و می‌گویند مجتهد کسی است که توانایی بر استخراج جمیع احکام داشته باشد.

### اقسام تجزی در اجتهاد
1. تجزی بر اساس از ابواب فقه: مانند کسی که تنها مجتهد در قضاوت است و در احکام عبادات و معاملات مجتهد نیست یا بر عکس.
2. تجزی بر اساس مراتب: مانند کسی که احکام ساده و معمول در فقه را می‌تواند استنباط کند، اما در استنباط احکام پیچیده ناتوان است.[۱۸]

## مجتهد جامع‌الشرایط
این واژه به اصطلاح متشرعان، به معنای مجتهدی است که واجد شرایط خاص باشد؛ بیشتر مراجع فعلی، شرایط زیر را لازم می‌دانند:
- اجتهاد مطلق
- بلوغ
- مرد بودن
- حلال زادگی
- عدالت
- زنده بودن
- شیعه دوازده امامی بودن

```
و بنابر احتیاط واجب :
```

- اعلم بودن
- حرص به مال دنیا نداشتن

البته این شرایط، مورد اختلاف است و برخی از فقیهان، بعضی از این شرایط را قبول ندارند.

## مجتهد اعلم
بیش‌تر فقها گفته‌اند اعلم کسی است که در استنباط مسائل فقهی، به قواعد و مدارک فقهی اکثر اطلاعاً، اجود فهما و در نتیجه اجود استنباطا باشد.. اما بعضی فقها تعریف‌های دیگری ارائه کرده‌اند.
شیخ انصاری می‌گوید اعلم کسی است که اقوی ملکة و اشدّ استنباطا بر اساس قواعد مقرر شده باشد و در فهم انواع تعارض و جمع یا حل آن‌ها و مراعات تقریبات عرفیه و کاربد اصول عملیه و ... قوی‌تر باشد.
آیت‌الله محمدابراهیم جناتی نوشته است اعلم کسی است که در مقام بازگشت دادن فروع تازه و مسائل جدید به اصول پایه کمتر اشتباه می‌کند.
علامه سید کمال حیدری تعریفی متفاوت دارند و می‌نویسد اعلم فقط در فقه و تشخیص حلال و حرام فقهی نیست، بلکه باید در همه معارف دینی اعلم باشد و بتواند بر اساس قواعد و ضوابط، درست استنباط کند.
علامه علی ریاحی نبی در تعریفی کاملاً متفاوت معتقد است اعلم آن است که هم در فروع فقهی (یعنی حکام عملیه)و هم در اصول عقائد و ... قدرت استنباط داشته باشد با استفاده از آیات و روایات و قواعد قواعد فقهی و عقل و اصول عملیه و ... بتواند مسائل را استنباط کند و در علوم آلی، یعنی علومی که در استنباط این‌ها مهم است، مانن تفسیر، علم الحدیث، تاریخ، اصول فقه، قواعد فقهیه، علوم تجربی مورد نیاز برای استنباط و ... دارای مبنای اجتهادی یا خبرویت لازم باشد. مثلاً چنان‌چه در استنباط مسأله‌ای به قسمتی از علوم پزشکی یا نجوم یا شیمی و ... نیاز است، یا در آن‌ها متخصص باشد و یا حداقل خبره باشد. 
اکثر فقها و مجتهدین، شرط اعلمیت را جزء شروط مرجع تقلید می‌دانند، اما بعضیها هم این شرط را لازم نمی‌دانند. محمدابراهیم جناتی و علی ریاحی نبی از جمله این افراد هستند.

## مجتهد مرد
اکثر فقهای معاصر می‌گویند فقط از مجتهدی می‌توان تقلید کرد که مرد باشد. یعنی مقلد، چه زن باشد و چه مرد، باید از مجتهد مرد تقلید کند. اما تعدادی از مراجع مانند محمدابراهیم جناتی، علی ریاحی نبی و محمد صادقی تهرانی مرد بودن را جزء شرایط مرجع تقلید نمی‌دانند.

## اجتهاد در اهل سنت
اکنون اجتهاد مطلق در اهل سنت وجود ندارد و فقط اجتهاد در مذهب شیعه وجود دارد البته تا سال ۶۵۵ ه‍.ق اجتهاد مطلق در بین فقیهان اهل سنت رواج داشت ولی به علت سیاسی بعدها دیگر مذاهب نادیده گرفته شدند.